# 台湾総督府鉄道600形蒸気機関車

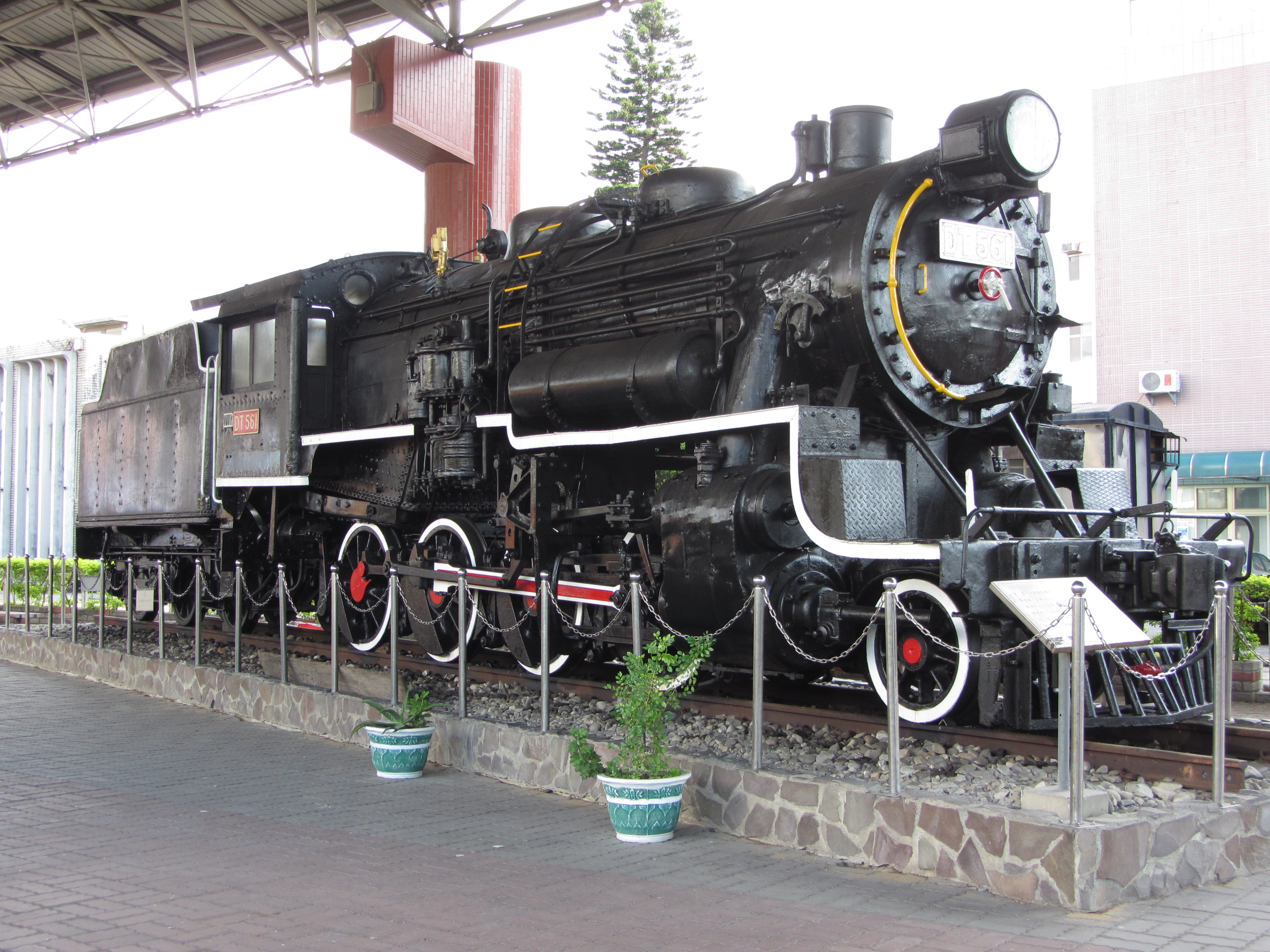
DT561

600形は、日本統治時代の台湾総督府鉄道が導入し、太平洋戦争後は台湾鉄路管理局が使用した、過熱式のテンダ式蒸気機関車である。台湾鉄路管理局ではDT560型と称し、14両が製造された。

## 概要
1919年（大正8年）、縦貫線の貨物輸送力増強のため、鉄道院9600形同等の機関車の導入が計画されることになったが、当時、日本国内のメーカーは鉄道院向けの需要で手一杯の状態で納期が遅れるため、9600形の仕様を示してアメリカのアメリカン・ロコモティブのスケネクタディ工場で製造されたのが、本形式である。その経緯から、アルコのキューロクとも呼ばれるが、棒台枠をはじめとしてランボードの高さ、運転台の形状、筒状の形状となった蒸気管覆い、1-2軸片ボギー式の炭水車など、アメリカ流のプラクティスで製造されており、一見9600形を想像させる要素はほとんどない。しかしながら、動輪直径や間隔、ボイラー高さなどの主要寸法、諸元は、紛れもなく9600形である。
本形式は1920年（大正9年）から3回にわたって到着したが、その状況は次のとおりである。
- 1920年5月（1919年12月製）
  - 600 - 602（製造番号58779 - 58781）
- 1920年7月（1920年2月製）
  - 603 - 606（製造番号61612 - 61615）
- 1921年（1920年製）
  - 607 - 613（製造番号62548 - 62554）

最初の7両は台北庫に配置されたが、次の7両は台北庫に6両、苗栗庫に1両の配置となった。1923年（大正12年）頃には、台北庫に3両、新竹庫5両、彰化庫6両となっており、台北庫のものは後述の微粉炭燃焼装置付きであった。1927年（昭和2年）には台北庫に5両、彰化庫6両、高雄庫3両であったが、800形に押されて徐々に南下し1935年（昭和10年）には嘉義庫6両、高雄庫8両と南部に集中した。
また、本形式は仕様書の不備からかアメリカ流の右側運転台であったが、使用に不便を来したため、1928年（昭和3年）から翌年にかけて、標準の左側運転台に改造された。ブレーキ装置についても、1929年（昭和4年）から翌年にかけて、当初の真空ブレーキから空気ブレーキに改造されている。
1937年（昭和12年）の称号規程改正ではD96形と改められたが、番号に変更はなかった。太平洋戦争終戦時には全車が在籍し、うち9両が稼動状態にあった。その後は、台湾鉄路管理局に引き継がれ、同局のDT560形（DT561 - DT574）として1970年代後半まで使用された。
現在は、苗栗鉄道文物展示館に1両（DT561）が静態保存されている。

## 微粉炭燃焼装置
微粉炭燃焼装置は、蒸気タービンによってファンとスクリューを回し、粉粒状とした石炭を火室内に吹き付ける装置で、本形式の特徴となる装置である。613には製造当初から装備され、その後4両（609 - 612）に追加装備された。台湾総督府鉄道では、将来性ありとして改良に取り組み、一時は「乗るなれば、高雄あたりのB6よりも、台北機関庫の微粉炭機よ。ショベル持たずに、ねえ缶を焚く。シートに居ながら缶を焚く」と俗謡に歌われるなど、最新形として持て囃された時期もあったが、微粉炭は湿気を含みやすく動作不良が相次いだ上、不純物を嫌い、取り扱いがデリケートであった。さらに微粉炭への引火による爆発事故が相次いで火災や死者が続発するに及び、1927年（昭和2年）、ついに実用化は断念され、609 - 612は直ちに手焚きに戻された。残った613も、長期の使用休止を経て1934年（昭和9年）に手焚きに改造され、微粉炭燃焼装置は終焉を迎えた。

## 主要諸元
- 全長 : 16,291mm
- 全高 : 3,747mm
- 全幅 : 2,591mm
- 軌間 : 1,067mm
- 車軸配置 : 2-8-0(1D)
- 動輪直径 : 1,250mm
- 弁装置：ワルシャート式
- シリンダー（直径×行程） : 508mm×610mm
- ボイラー圧力 : 12.7kg/cm2
- 火格子面積 : 2.15m2
- 全伝熱面積 : 163.34m2
  - 過熱伝熱面積 : 32.05m2
  - 全蒸発伝熱面積 : 131.29m2
    - 煙管蒸発伝熱面積 : 119.40m2
    - 火室蒸発伝熱面積 : 11.89m2
- 大煙管（直径×長サ×数）：137mm×4,039mm×21本
- 小煙管（直径×長サ×数）：51mm×4,039mm×130本
- 機関車運転整備重量 : 60.76t
- 機関車空車重量 : 41.16t
- 機関車動輪上重量（運転整備時） : 53.24t
- 機関車最大動輪軸重（各軸均等） : 13.31t
- 炭水車運転整備重量 : 30.38t
- 水タンク容量：12.27m3
- 燃料積載量：2.9t